# Polystichum falcinellum
Polystichum falcinellum is een varen uit de niervarenfamilie (Dryopteridaceae). De soort is endemisch op Madeira.

## Naamgeving enetymologie
De botanische naam Polystichum is afgeleid van het Oudgriekse πολύς, polus (veel) en στίχος, stichos (rij), wat waarschijnlijk slaat op de rijen van sporenhoopjes op de blaadjes van deze varen. De soortaanduiding falcinellum betekent 'kleine sikkel', en slaat op de vorm van de deelblaadjes.

## Kenmerken
Polystichum falcinellum is een overblijvende, kruidachtige plant met een vlakke open bundel van lange, smalle, donkergroene bladen, eenmaal geveerd. De bladsteel is kort en bezet met bruine haren. Langs weerszijden van de bladspil staan tientallen gesteelde getande blaadjes die naar de top tot kleiner en smaller worden. De bladvoet is geoord, het grootste oortje is naar de basis gericht. 
De sporenhoopjes zijn rond en liggen op de onderzijde van het blad in twee rijen tussen de nerf en de bladrand.

## Fylogenie
Polystichum falcinellum hybridiseert makkelijk met de zachte naaldvaren (P. setiferum) tot Polystichum × maderensis. 

## Voorkomen
Polystichum falcinellum is een terrestrische varen die vooral voorkomt in donkere, vochtige laurierbossen of Laurisilva.
... · 
P. acrostichoides · 
P. aculeatum (Stijve naaldvaren) · 
P. braunii · 
P. drepanum · 
P. falcinellum · 
P. lonchitis (Lansvaren) · 
P. munitum (Zwaardvaren) · 
P. setiferum (Zachte naaldvaren) · 
P. webbianum · 
P. woronowii · 
P. vestitum · 
...